# Jane Cheryl Hansen
Jane Cheryl Hansen là người giữ danh hiệu Hoa hậu Quốc tế vào năm 1971.
Hansen trở thành người New Zealand đầu tiên và duy nhất cho đến nay chiến thắng ở cuộc thi nói trên. Cô là một trong 50 thí sinh tham dự trong đêm chung kết được tổ chức tại Long Beach, California, Hoa Kỳ.